# Anna LaCazio
Anna LaCazio, född 26 januari 1962 i Highland Falls i delstaten New York, är en amerikansk sångerska. Hon är mest känd som del av det amerikanska poprockbandet Cock Robin, där hon var medlem 1982–90 och 2006–15.
Hennes hittills enda soloalbum, Eat Life, spelades in 1996/1997 och kom slutligen ut 2009 (på iTunes). Dessutom har hon bland annat varit gästartist på album med Peter Kingsbery, Corey Hart och Purple Mountain Matinee.

## Biografi

### Tidiga år, Cock Robin och splittringen
Anna LaCazio har en italiensk far och en kinesisk mor. Hon mötte Peter Kingsbery i början av 1980-talet och bildade tillsammans med honom och andra musiker gruppen Cock Robin, som kom ut med tre album 1985–1989 och fick stora framgångar i delar av Europa. Gruppen turnerade med artister som Bryan Adams, The Bangles och James Taylor och hade i bland annat Frankrike ett antal framgångsrika singlar. I Cock Robin delade LaCazio och Kingsbery på sånginsatserna, och den förras klockrena stämma kombinerades med Kingsberys djupare röst i ett stort antal sångduetter.

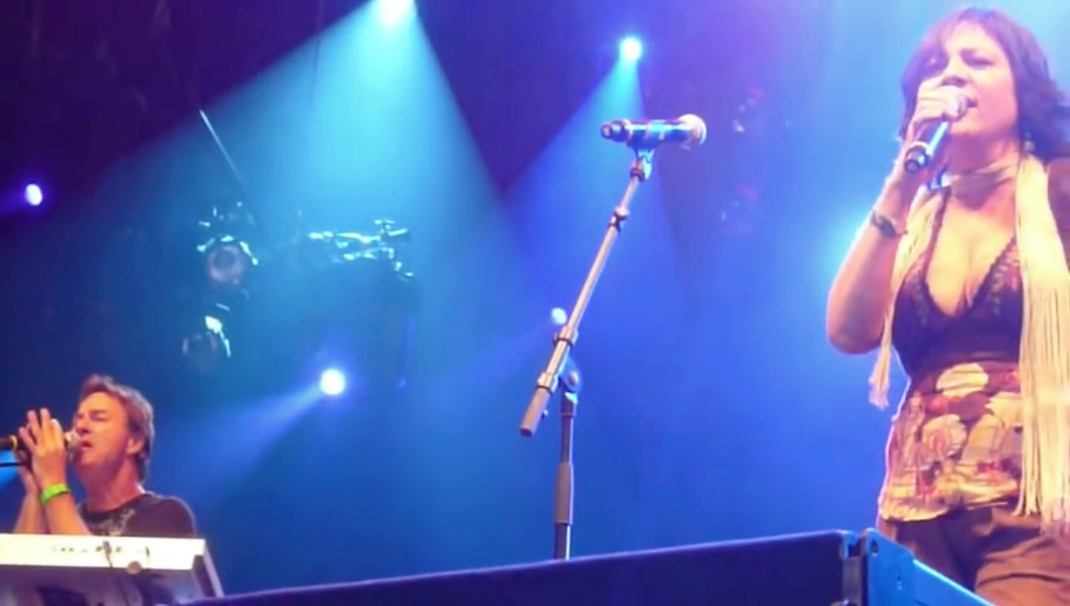
Mötet mellan Peter Kingsbery och Anna LaCazio i början av 1980-talet ledde till bildandet av Cock Robin (konsertfoto från 2009).

1990 splittrades Cock Robin. En orsak till splittringen var att gruppen aldrig riktigt slog igenom i hemlandet USA. Andra orsaker var att LaCazio hade tröttnat på det eviga turnerandet (oftast på andra sidan Atlanten) och artistlivet som inte gav rum åt något privatliv. Hon begav sig långt bort från den kommersiella musikvärlden och bosatte sig i öknen i sydöstra Kalifornien. Medan Peter Kingsbery startade en fransk solokarriär, ägnade sig Anna LaCazio åt att bilda en liten familj och ställde endast upp på enstaka lokala musikbegivenheter.

### Efter splittringen
Under 1990-talet sjöng LaCazio vid enstaka tillfällen som backupsångerska för artister som Corey Hart och Purple Mountain Matinee och spelade 1996/1997 in ett album, Eat Life. Av olika orsaker låg det inspelade albumet under många års tid i "malpåse". Albumet, som gavs först ut 23 juni 2009, (främst) via Itunes, är i jämförelse med Cock Robin betydligt mer präglat av punk och new wave. Det innehåller även en cover på The Cures "Boys Don't Cry".
På frågan om hon inte frestades att (som Peter Kingsbergy) starta en solokarriär efter 1990 års splittring av Cock Robin, svarade hon 2009 (intervjuad av franska "France 24"):
| ”                     | Det gjorde jag. Jag spelade faktiskt in ett soloalbum i Frankrike, men innan det hann komma ut… så backade jag ur… Jag ville göra något annat med mitt liv… var färdig med musiken just då." | „ |
| – Anna LaCazio, 2009, | |   |

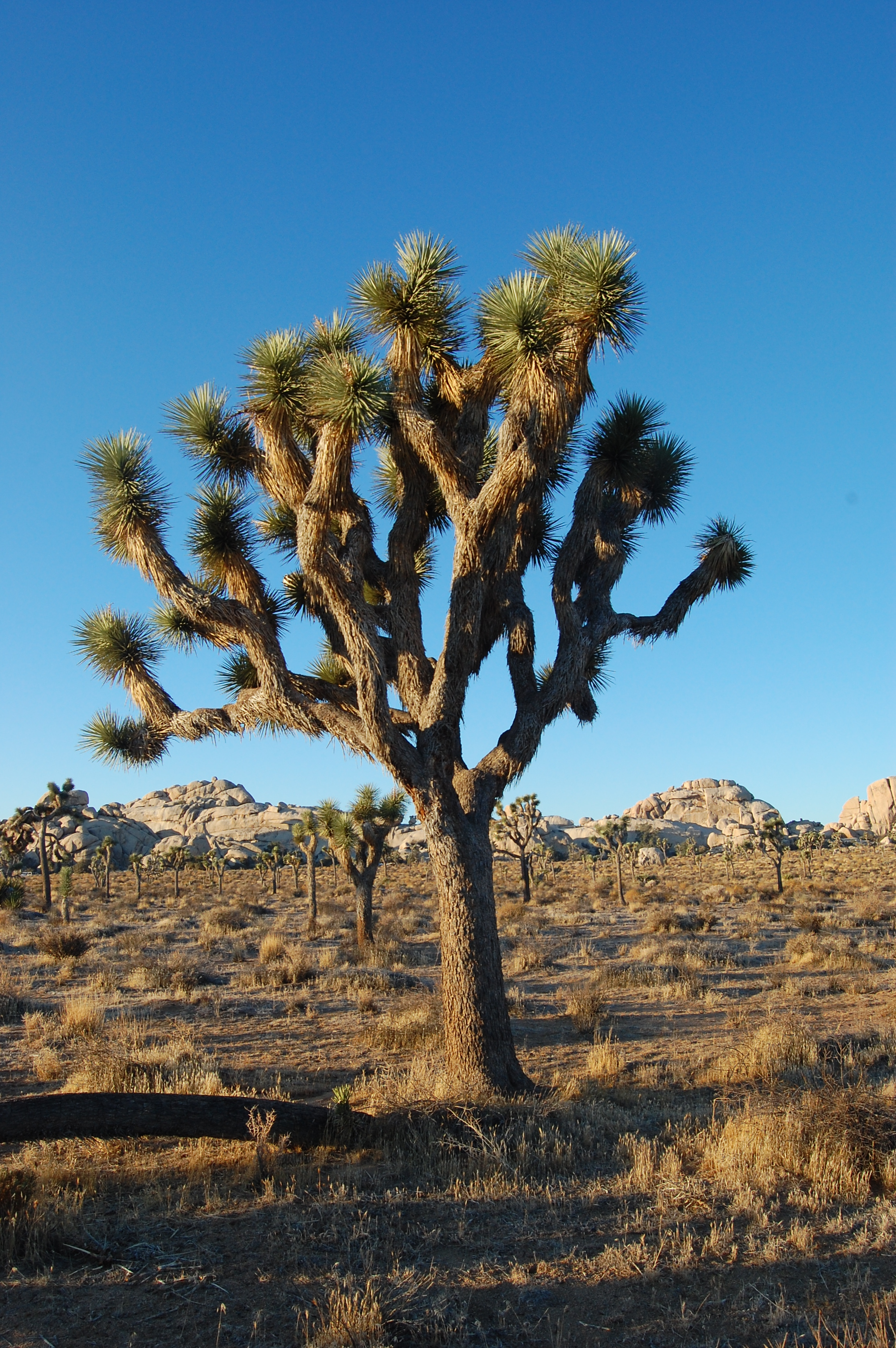
På 1990-talet flyttade LaCazio till den sydkaliforniska öknen, en glesbygd mer präglad av sina säregna växter än för sin närhet till musikindustrin.

1997 deltog LaCazio i Kingsberys inspelning av albumet Pretty Ballerina. Där var hon solosångare på nyinspelningen av en klassisk Cock Robin-sång, "More than Willing".
Hon flyttade från Los Angeles till den sydkaliforniska öknen (Joshua Tree nationalpark). Där framträdde hon endast i mindre musikaliska evenemang, som det lokala nätverket Joshua Tree Association of Musicians & Songwriters och som del av den musikaliska ensemblen Ra Sol.

### Återförening och nyare insatser
2006 återförenades LaCazio och Kingsbery i en nystart av sitt gamla band. Samma år kom gruppens album I Don't Want to Save the World, där de två som 16 år tidigare delade på sånginsatserna. Efter skivutgivningen fick det planerade turnerandet dock ställas på framtiden, eftersom LaCazio just då var gravid.
2010 syntes hon med Cock Robin igen, via det nya albumet Songs from a Bell Tower.
2015 meddelades att LaCazio lämnat Cock Robin (i maj) och att bandet rekryterat fransyskan Coralie Vuillemin som ny vokalist. Orsaken till avhoppet från bandet skulle ha varit att hon inte ville ägna så mycket tid borta från sin familj i USA; Cock Robin turnerar flitigt i Frankrike, där man fortfarande är ett populärt band.
Vid sidan om gruppen deltog Anna LaCazio 2008 i produktionen av A Song for Lost Blossoms, poeten Harold Budds och förre Cock Robin-medlemmen Clive Wrights album. LaCazios bidrag var uppläsningen av sitt eget poem med samma namn som albumet.

## Diskografi
Se även Cock Robins diskografi.
Album

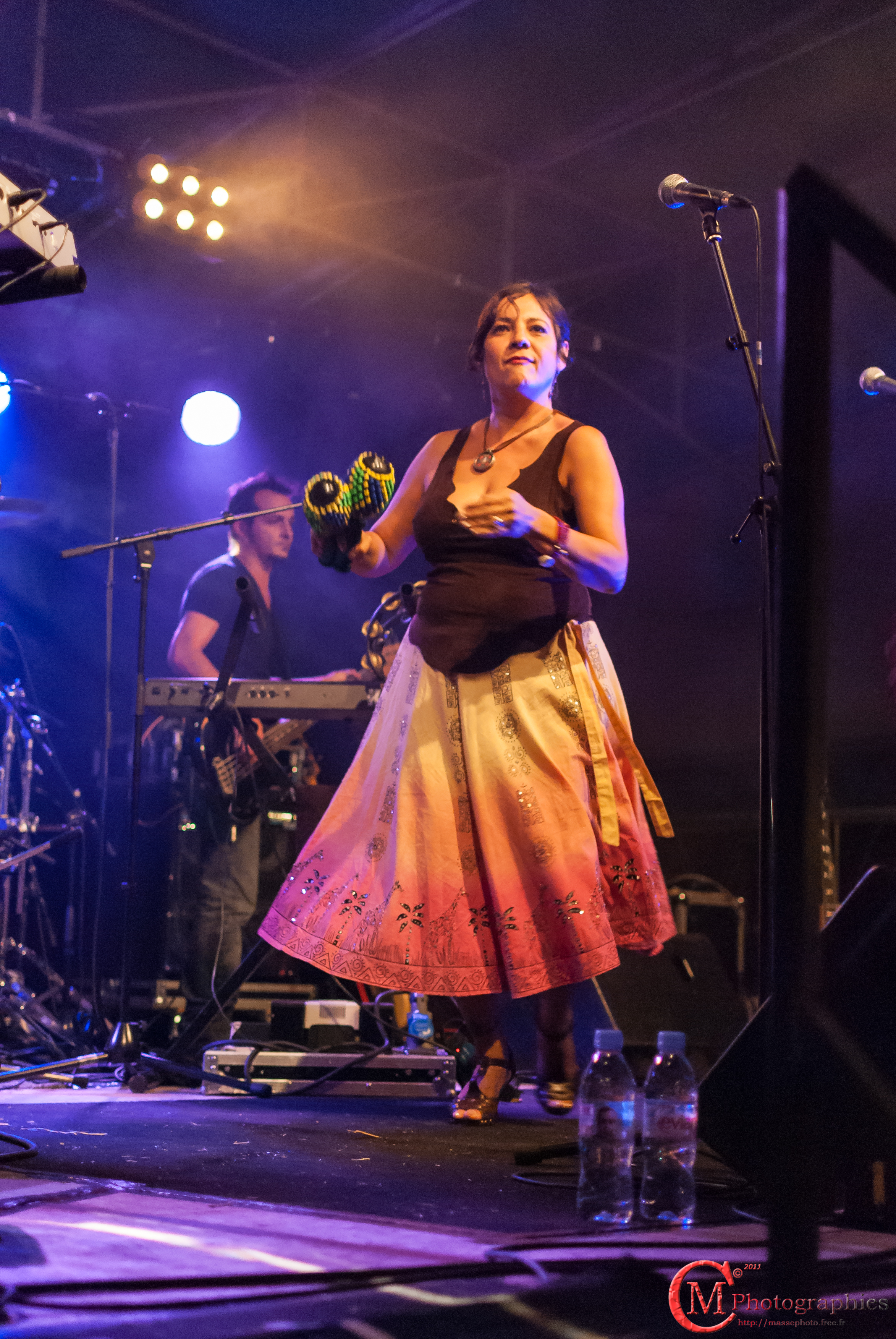
Anna LaCazio under konsert med Cock Robin (Frankrike, 2009).

- 2009 – Eat Life (producerad 1996/1997[8])

1. "Growing John" (3:49)
2. "Offering Delilah" (3:59)
3. "Jeunesse Dorée (3:18)
4. "I Am" (4:07)
5. "Djinn in the Bush" (4:23 )
6. "Beginning to Wonder (3:41)
7. "If" (3:57)
8. "I Bleed" (3:59)
9. "The Garden" (3:22)
10. "My Holiday" (4:49)
11. "Harry" (4:41)
12. "Blinded" (3:30)
13. "Lovely Life" (3:36)
14. "Boys Don't Cry" (3:56)
15. "Nothing" (2:53)